# 松阳文庙
松阳文庙位于中国浙江省丽水市松阳县西屏街道大井路2号（原松阳县署东南百余步），始建于唐武德四年（621），原布局前庙后学，中轴线上依次为万仞宫墙、棂星门、泮池、戟门（东有名宦祠、昌文祠，西有乡贤祠、景贤祠）、大成殿（前有东西庑）、明伦堂（左右有博文斋、约礼斋）、尊经阁与崇圣祠。庙之东有文昌宫。现仅存清代所建之戟门、大成殿与东西庑，其中戟门面阔三间，硬山顶，东墙内嵌有明代《松阳县重建儒学碑》一通，大成殿面阔三间，歇山顶，前有东西庑各五间，硬山顶，现状正在重修中。